# Lovey-Dovey
Singles de T-ara
Roly-Poly
(2012) Sexy Love
(2012)
Lovey-Dovey est le 4e single japonais du groupe T-ara, sorti le 23 mai 2012 au Japon. Il sort sous 2 formats différents, CD et CD+DVD. Lovey-Dovey se trouve sur l'album Jewelry Box. Il arrive 9e à l'Oricon. Il se vend à 19 245 exemplaires la première semaine et reste classé 10 semaines pour un total de 27 817 exemplaires vendus pendant cette période.

## Liste des titres
| 1. | Lovey-Dovey (Japanese ver.) |  |
| 2. | Lovey-Dovey (Instrumental)  |  |

| 1. | Lovey-Dovey (Japanese ver.) (Music Video)                    |  |
| 2. | Lovey-Dovey (Japanese ver.) (Music Video Dance Feature Ver.) |  |
| 3. | Lovey-Dovey (Japanese ver.) (Music Video Making)             |  |